# Liste des gouverneurs de la Côte-de-l'Or néerlandaise
Cet article répertorie les gouverneurs coloniaux de la Côte-de-l'Or néerlandaise. Pendant la présence hollandaise sur la Côte-de-l'Or, qui dura de 1598 à 1872, le titre du chef du gouvernement colonial change plusieurs fois : 
- 1675-1798 : directeur général ( néerlandais : directeur-generaal )
- 1798-1810 : gouverneur général (néerlandais : gouverneur général )
- 1810-1815 : commandant général (néerlandais : commandant général )
- 1815-1819 : gouverneur général (néerlandais : gouverneur général )
- 1819-1838 : commandant (néerlandais : kommandeur )
- 1838-1872 : gouverneur (néerlandais : gouverneur )

## Liste
Les dates en italique indiquent de facto la continuation du mandat.

### Sous juridiction néerlandaise directe (1612-1621)
Avant la création de la Compagnie néerlandaise des Indes occidentales le 3 juin 1621, les commerçants néerlandais sont théoriquement sous le contrôle direct du gouvernement néerlandais. Initialement, la réglementation du commerce est laissée aux commerçants eux-mêmes, mais après la construction du Fort Nassau à Moree en 1612, un général est installé pour administrer la nouvelle colonie.
| Nom                         | Titre              | Début | Fin  | Remarques |
| --------------------------- | ------------------ | ----- | ---- | --------- |
| Jacob Adriaensz Clantius    | général de la côte | 1612  | 1614 |           |
| AJ Roest                    | général de la côte | 1614  | ?    |           |
| Arent Jacobzen d'Amersfoort | général de la côte | ?     | ?    |           |

### Sous juridiction de la Compagnie néerlandaise des Indes occidentales (1621-1791)

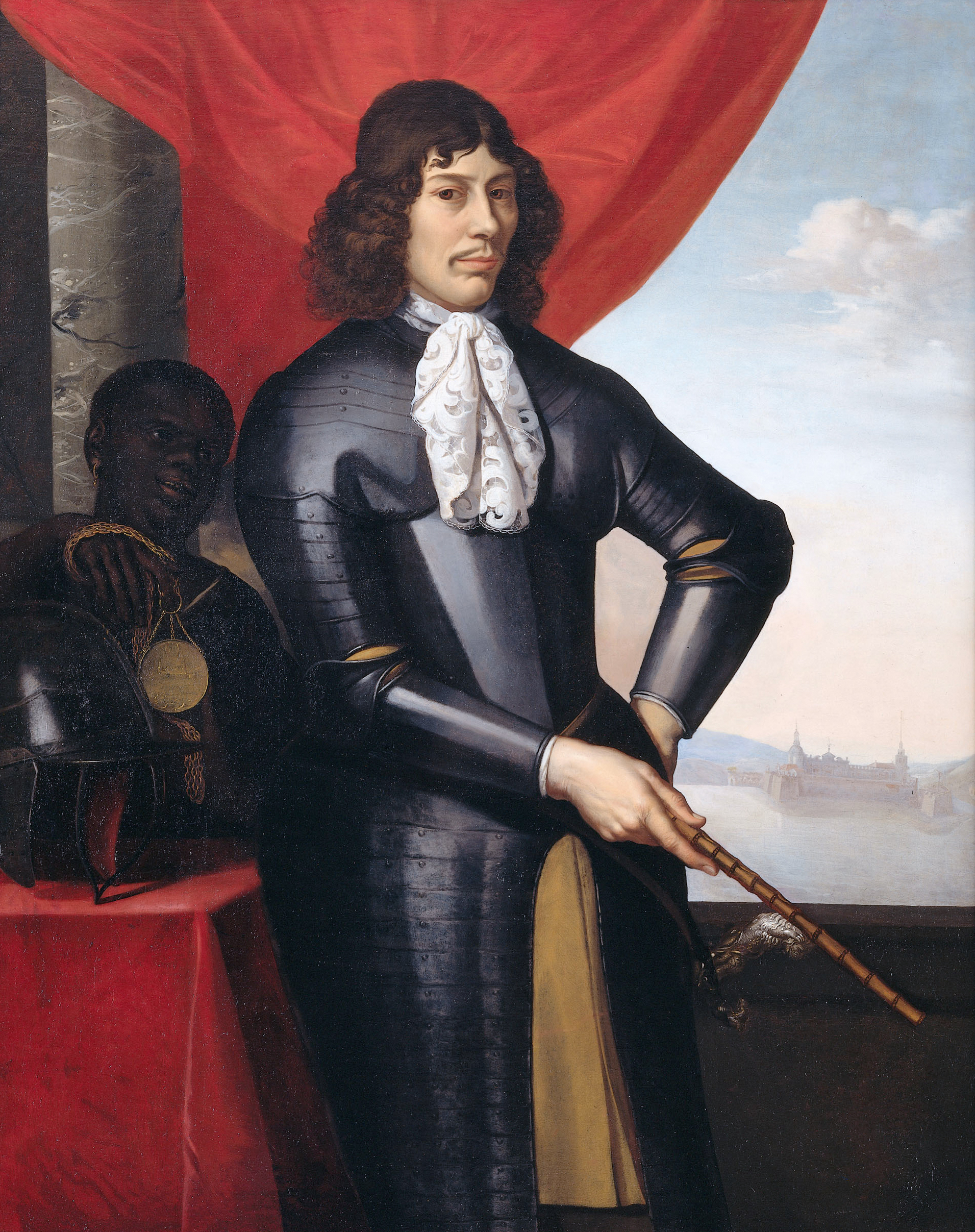
Directeur général Jan Valkenburgh (1656-1659 ; 1662-1667).

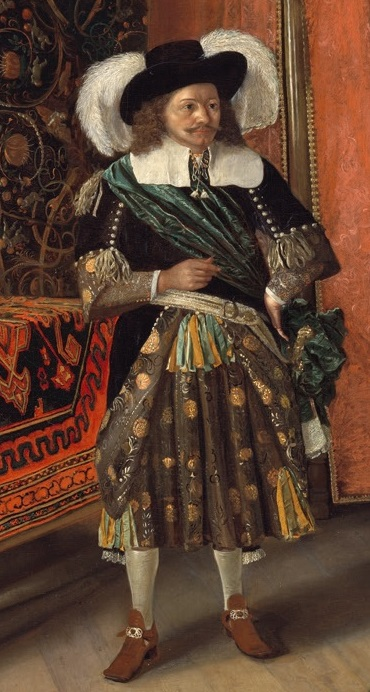
Directeur général Dirck Wilre (1662; 1668-1674).

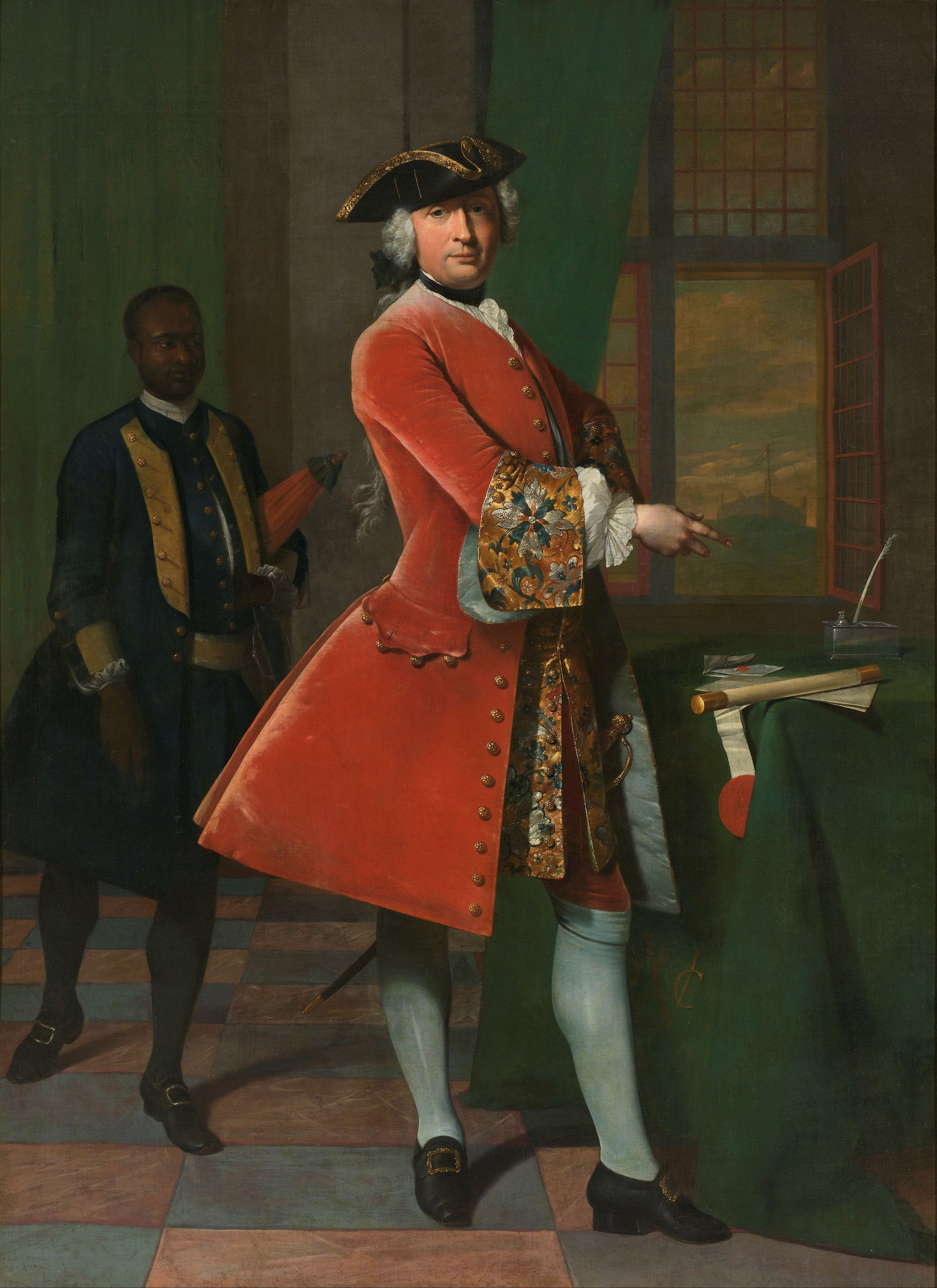
Directeur général Jan Pranger (1730-1734).

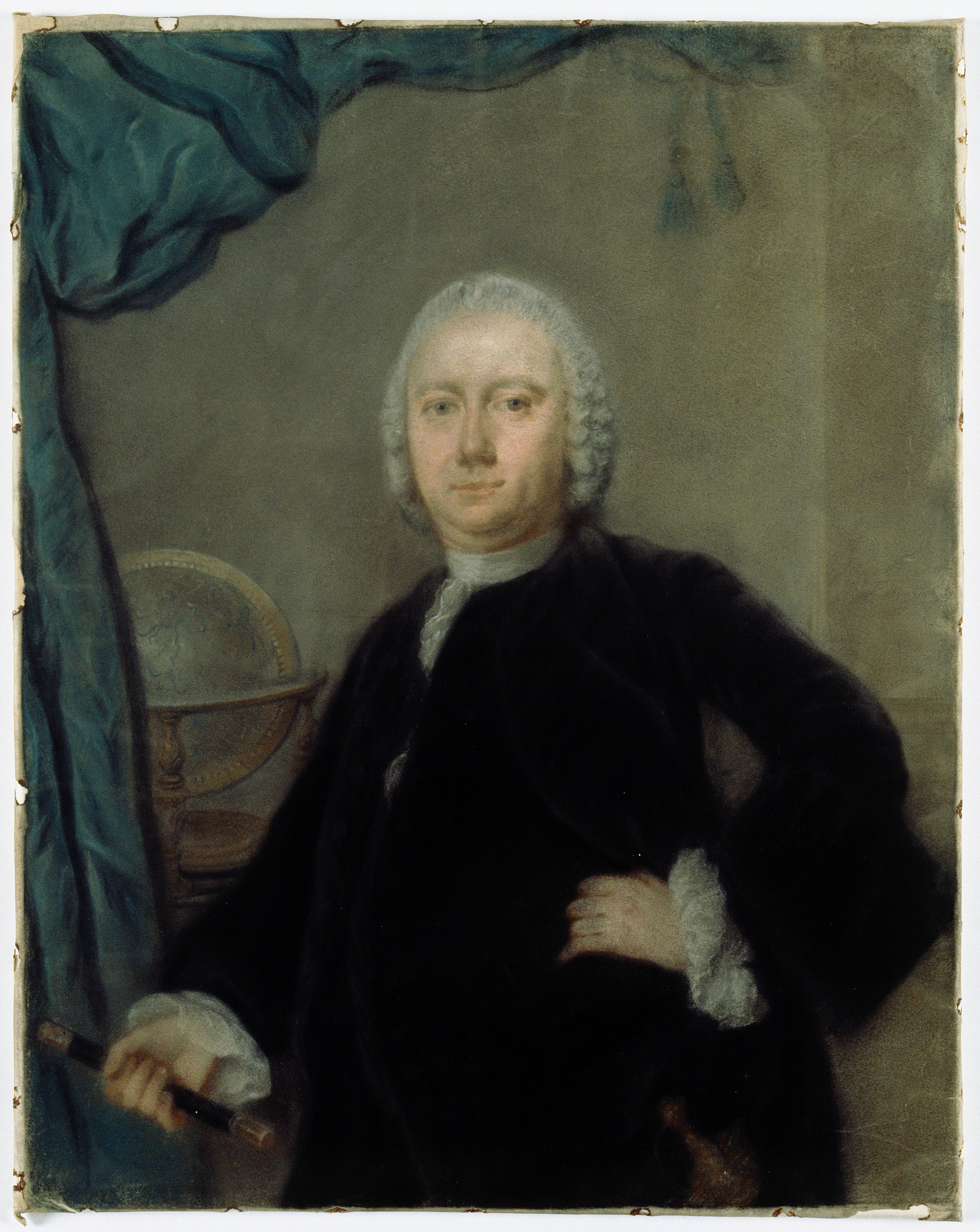
Directeur général Jan van Voorst (1747-1754).

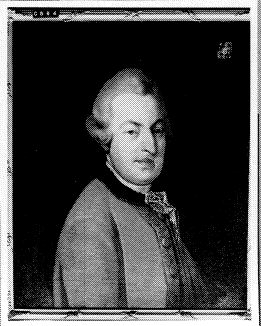
Directeur général Lambert Jacob van Tets (1758).

Il existe de nombreuses listes disponibles de directeurs généraux de la Côte-de-l'Or au service de la Compagnie néerlandaise des Indes occidentales, toutes avec des noms et des dates légèrement contradictoires. Les informations les plus précises sont disponibles pour le XVIIIe siècle, car Harvey Feinberg compile une liste des directeurs généraux de ce siècle sur la base des registres quotidiens disponibles au Archives nationales.
| Nom                                           | Titre                | Début             | Fin               |                                                                        |
| --------------------------------------------- | -------------------- | ----------------- | ----------------- | ---------------------------------------------------------------------- |
| Adriaen Jacobzoon                             | Directeur-général    | 1624              | 1629              | installé au Fort Nassau, Moree                                         |
| Nikolaas van Ypren                            | Directeur-général    | 1629              | 18 juillet 1639   | installé au Fort Saint-Georges-de-la-Mine, Elmina, à partir de 1637    |
| Arend Jacobszoon Montfort                     | Directeur-général    | 18 juillet 1639   | 6 janvier 1641    |                                                                        |
| Jacob Ruyghaver                               | Directeur-général    | 6 janvier 1641    | 18 décembre 1645  | 1er mandat                                                             |
| Jacob van der Well                            | Directeur-général    | 18 décembre 1645  | 9 avril 1650      |                                                                        |
| Hendrik Doedens                               | Directeur-général    | 9 avril 1650      | 11 June 1650      |                                                                        |
| Arent Cocq                                    | Gouverneur           | 11 June 1650      | 15 mars 1651      |                                                                        |
| Jacob Ruyghaver                               | Directeur-général    | 15 mars 1651      | 24 janvier 1656   | 2e mandat                                                              |
| Johannes van Valkenburgh                      | Directeur-général    | 24 janvier 1656   | 27 avril 1659     | 1er mandat                                                             |
| Casper van Heussen                            | Directeur-général    | 27 avril 1659     | 7 avril 1662      |                                                                        |
| Dirck Wilré                                   | Directeur-général    | 7 avril 1662      | 23 décembre 1662  | 1er mandat                                                             |
| Johannes van Valkenburgh                      | Directeur-général    | 23 décembre 1662  | 2 June 1667       | 2e mandat                                                              |
| Huybert van Ongerdonk                         | Gouverneur           | 2 June 1667       | 12 décembre 1668  |                                                                        |
| Dirck Wilré                                   | Directeur-général    | 12 décembre 1668  | 12 June 1675      | 2e mandat                                                              |
| Johan Root                                    | Directeur-général    | 12 June 1675      | 13 septembre 1676 |                                                                        |
| Abraham Meermans                              | Directeur-général    | 13 septembre 1676 | 26 mars 1680      |                                                                        |
| Daniël Verhoutert                             | Directeur-général    | 26 mars 1680      | 1 août 1683       |                                                                        |
| Thomas Ernsthuis                              | Directeur-général    | 1 août 1683       | 15 juillet 1685   |                                                                        |
| Nikolas de Sweerts                            | Directeur-général    | 15 juillet 1685   | 29 janvier 1690   |                                                                        |
| Joël Smits                                    | Directeur-général    | 29 janvier 1690   | 25 mars 1664      |                                                                        |
| Jan Staphorst                                 | Directeur-général    | 25 mars 1694      | 9 June 1696       |                                                                        |
| Joan van Sevenhuijsen                         | Directeur-général    | 9 June 1696       | 16 mai 1702       |                                                                        |
| Willem de la Palma                            | Directeur-général    | 16 mai 1702       | 17 octobre 1705   | Mort en service                                                        |
| Pieter Nuyts                                  | Directeur-général    | 23 octobre 1705   | 26 septembre 1708 | Mort en service                                                        |
| Henrico van Wesel                             | Gouverneur           | 26 septembre 1708 | 13 juillet 1709   |                                                                        |
| Adriaan Schoonheijd                           | Directeur-général    | 13 juillet 1709   | 15 mars 1711      | Mort en service                                                        |
| Hieronimus Haring                             | Directeur-général    | 16 mars 1711      | 12 mai 1716       |                                                                        |
| Abraham Engelgraaf-Robbertszoon               | Directeur-général    | 12 mai 1716       | 11 mars 1718      |                                                                        |
| Willem Butler                                 | Directeur-général    | 12 mars 1718      | 25 septembre 1722 |                                                                        |
| Abraham Houtman                               | Directeur-général    | 25 septembre 1722 | 17 mai 1723       | Mort en service                                                        |
| Mattheus de Crane                             | Gouverneur           | 17 mai 1723       | 14 décembre 1723  |                                                                        |
| Pieter Valkenier                              | Directeur-général    | 14 décembre 1723  | 6-7 mars 1727     |                                                                        |
| Robert Norre                                  | Directeur-général    | 7 mars 1727       | 6 mars 1730       |                                                                        |
| Jan Pranger                                   | Directeur-général    | 6 mars 1730       | 13 mars 1734      |                                                                        |
| Antonius van Overbeke                         | Directeur-général    | 13 mars 1734      | 2 avril 1736      | Mort en service                                                        |
| Martinus François de Bordes                   | Directeur-général    | 7 avril 1736      | 16 mars 1740      | Mort en service                                                        |
| François Barovius                             | Gouverneur           | 17 mars 1740      | 8 mars 1741       |                                                                        |
| Baron Jacob de Petersen                       | Directeur-général    | 8 mars 1741       | 10-12 avril 1747  |                                                                        |
| Jan van Voorst                                | Directeur-général    | 10-12 avril 1747  | 14 juillet 1754   |                                                                        |
| Nicolas Mattheus van der Nood de Gietere      | Directeur-général    | 14 juillet 1754   | 24 octobre 1755   | Mort en service                                                        |
| Roelof Ulzen                                  | Gouverneur           | 24 octobre 1755   | 15 janvier 1758   |                                                                        |
| Lambert Jacob van Tets                        | Directeur-général    | 15 janvier 1758   | 12 mars 1758      | Mort en service                                                        |
| Jan Pieter Theodoor Huydecoper                | Président du Conseil | 22 mars 1758      | 5 octobre 1760    | 1er mandat                                                             |
| David Pieter Erasmie                          | Directeur-général    | 5 octobre 1760    | 19 juillet 1763   | Mort en service                                                        |
| Hendrick Walmbeek                             | Gouverneur           | 24 juillet 1763   | 10 septembre 1764 |                                                                        |
| Jan Pieter Theodoor Huydecoper                | Directeur-général    | 10 septembre 1764 | 11 juillet 1767   | 2e mandat; mort en service                                             |
| Willem Sulyard van Leefdael and Cornelis Klok | Président du Conseil | 11 juillet 1767   | 27 août 1767      | Mandat commun ad interim jusqu'à l'arrivée de Pieter Woortman à Elmina |
| Pieter Woortman                               | Directeur-général    | 27 août 1767      | 14 avril 1780     | Mort en service                                                        |
| Jacobus van der Puije                         | Président du Conseil | 10 mai 1780       | 30 décembre 1780  |                                                                        |
| Pieter Volkmar                                | Directeur-général    | 30 décembre 1780  | 12 mars 1784      |                                                                        |
| Gilles Servaas Galle                          | Président du Conseil | 15 mars 1784      | 14 février 1785   | 1er mandat                                                             |
| Adolph Thierens                               | Directeur-général    | 14 février 1785   | 26 mai 1786       | Mort en service                                                        |
| Gilles Servaas Galle                          | Président du Conseil | 2 June 1786       | 24 août 1787      | 2e mandat; mort en service                                             |
| Lieve van Bergen van der Grijp                | Président du Conseil | 27 août 1787      | 11-14 mars 1790   | 1er mandat                                                             |
| Jacobus Adriaan de Veer                       | Directeur-général    | 11-14 mars 1790   | 31 décembre 1791  | Liquidation de la Compagnie le 31 décembre 1791                        |

### Sous juridiction néerlandaise directe (1792-1872)
La Compagnie néerlandaise des Indes occidentales est dissoute en 1791 et ses colonies sont revenues au pouvoir des États généraux de la République néerlandaise le 1er janvier 1792. Le dernier directeur général installé par la Compagnie néerlandaise des Indes occidentales, Jacobus de Veer, devient le premier directeur général sous l'autorité directe de la République néerlandaise. La République néerlandaise est remplacée par la République batave puis le Royaume de Hollande, qui héritent successivement de la domination sur la colonie.
Bien que le Royaume de Hollande soit incorporé au Premier Empire français, la colonie de la Côte d'Or n'a jamais été occupée ni par la France ni par la Grande-Bretagne. La domination néerlandaise s'est poursuivie sous le Royaume des Pays-Bas proclamé en 1815, jusqu'à la cession des possessions de la Côte-de-l'Or au Royaume-Uni en 1872.
| Titre                 | Portrait | Nom                                                                              | Mandat            | Mandat            |
| Titre                 | Portrait | Nom                                                                              | Début             | Fin               |
| --------------------- | -------- | -------------------------------------------------------------------------------- | ----------------- | ----------------- |
| Directeur-général     |          | Jacobus Adriaan de Veer                                                          | 1 janvier 1792    | 5 mai 1794        |
| –                     |          | Lieve van Bergen van der Grijp                                                   | 5 mai 1794        | 10 janvier 1795   |
| Gouverneur            |          | Otto Arnoldus Duim                                                               | 10 janvier 1795   | 2 June 1796       |
| –                     |          | Lieve van Bergen van der Grijp                                                   | 2 June 1796       | 21 août 1796      |
| Directeur-général     |          | Gerhardus Hubertus van Hamel                                                     | 21 août 1796      | 1 mai 1798        |
| Gouverneur-général    |          | Cornelius Ludwich Bartels Promu Gouverneur-général le 12 août 1801               | 8 mai 1798        | 28 avril 1804     |
| –                     |          | Isaac de Roever                                                                  | 28 avril 1804     | 15 June 1805      |
| Gouverneur-général    |          | Pieter Linthorst Par intérim jusqu'au 5 août 1805                                | 16 June 1805      | 21 juillet 1807   |
| –                     |          | Johannes Petrus Hoogenboom                                                       | 21 juillet 1807   | 11 août 1808      |
| –                     |          | Jan Frederik König                                                               | 12 août 1808      | 5 mars 1810       |
| Commandant-General    |          | Abraham de Veer                                                                  | 5 mars 1810       | 11 mars 1816      |
| Gouverneur-général    |          | Herman Willem Daendels                                                           | 11 mars 1816      | 2 mai 1818        |
| Commandant            |          | Frans Christiaan Eberhard Oldenburg Par intérim jusqu'au 1 novembre 1819         | 2 mai 1818        | 2 janvier 1820    |
| –                     |          | Johannes Oosthout                                                                | 10 janvier 1820   | 29 août 1821      |
| –                     |          | Frederich Last                                                                   | 31 août 1821      | 14 février 1822   |
| –                     |          | Librecht Jan Temminck                                                            | 14 février 1822   | 6 June 1822       |
| Commandant            |          | Willem Poolman                                                                   | 6 June 1822       | 14 June 1823      |
| –                     |          | Hendrik Adriaan Mouwe                                                            | 27 June 1823      | 11 février 1824   |
| –                     |          | Johan David Carel Pagenstecher                                                   | 17 février 1824   | 24 février 1824   |
| –                     |          | Frederich Last                                                                   | 24 février 1824   | 3 janvier 1826    |
| –                     |          | Jacobus van der Breggen Paauw                                                    | 3 janvier 1826    | 26 novembre 1827  |
| Commandant            |          | Frederich Last                                                                   | 26 novembre 1827  | 28 avril 1832     |
| –                     |          | Jan Tieleman Jacobus Cremer                                                      | 28 avril 1832     | 1 juillet 1832    |
| –                     |          | Eduard Daniel Leopold van Ingen                                                  | 1 juillet 1832    | 16 mars 1833      |
| –                     |          | Martinus Swarte                                                                  | 29 mars 1833      | 11 mai 1833       |
| Commandant            |          | Christiaan Lans                                                                  | 11 mai 1833       | 2 décembre 1836   |
| –                     |          | Hendrik Tonneboeijer                                                             | 2 décembre 1836   | 28 octobre 1837   |
| –                     |          | Anthony van der Eb                                                               | 29 octobre 1837   | 5 août 1838       |
| Gouverneur            |          | Hendrik Bosch                                                                    | 5 août 1838       | 7 mars 1840       |
| Gouverneur            |          | Anthony van der Eb                                                               | 11 mars 1840      | 9 June 1846       |
| –                     |          | Willem George Frederik Derx Par intérim durant le départ en Europe de Van der Eb | 9 June 1846       | 10 juillet 1847   |
| Gouverneur            |          | Anthony van der Eb                                                               | 10 juillet 1847   | 21 septembre 1852 |
| Gouverneur            |          | Hero Schomerus Par intérim jusqu'au 20 janvier 1853                              | 21 septembre 1852 | 25 septembre 1856 |
| –                     |          | Petrus Jacobus Runckel                                                           | 25 septembre 1856 | 6 novembre 1856   |
| –                     |          | Willem George Frederik Derx                                                      | 6 novembre 1856   | 29 avril 1857     |
| Gouverneur            |          | Jules van den Bossche                                                            | 29 avril 1857     | 9 septembre 1857  |
| Gouverneur            |          | Cornelis Nagtglas Par intérim jusqu'au 21 June 1858                              | 9 septembre 1857  | 7 mai 1860        |
| –                     |          | Cornelis Meeuwsen Par intérim durant le départ en Europe de Nagtglas             | 7 mai 1860        | 21 janvier 1861   |
| Gouverneur            |          | Cornelis Nagtglas                                                                | 21 janvier 1861   | 23 June 1862      |
| Gouverneur            |          | Henri Alexander Elias                                                            | 18 octobre 1862   | 12 mars 1864      |
| –                     |          | Carel van Hien Par intérim durant le départ en Europe de Elias                   | 12 mars 1864      | 13 June 1864      |
| –                     |          | Hendrik Doijer Par intérim durant le départ en Europe de Elias                   | 13 June 1864      | 7 décembre 1864   |
| Gouverneur            |          | Henri Alexander Elias                                                            | 7 décembre 1864   | 4 mai 1865        |
| –                     |          | Arent Magnin                                                                     | 4 mai 1865        | 19 février 1866   |
| Gouverneur            |          | Willem Hendrik Johan van Idsinga                                                 | 19 février 1866   | 17 avril 1867     |
| Gouverneur            |          | George Pieter Willem Boers                                                       | 17 avril 1867     | 15 mai 1869       |
| Gouverneur            |          | Cornelis Nagtglas                                                                | 15 mai 1869       | 8 June 1871       |
| –                     |          | Jan Albert Hendrik Hugenholtz                                                    | 8 June 1871       | 17 septembre 1871 |
| –                     |          | Johannes Wirix                                                                   | 17 septembre 1871 | 28 octobre 1871   |
| –                     |          | Willem Le Jeune                                                                  | 28 octobre 1871   | 15 novembre 1871  |
| Lieutenant Gouverneur |          | Jan Helenus Ferguson                                                             | 15 novembre 1871  | 6 avril 1872      |